# Hayder Palacio
Hayder Guillermo Palacio Álvarez (ur. 22 lipca 1979 w Barranquilli) – kolumbijski piłkarz występujący na pozycji obrońcy.

## Kariera klubowa
Palacio karierę rozpoczynał w 1999 roku w zespole Junior Barranquilla. W sezonie 2004 wywalczył z nim mistrzostwo fazy Finalización. W 2007 roku odszedł do Deportivo Cali, gdzie spędził jeden sezon. W 2008 roku wrócił do Junior Barranquilla. W 2010 roku zdobył z nim mistrzostwo fazy Apertura.
W 2011 roku Palacio przeszedł do drużyny Cúcuta Deportivo, a w 2012 roku został graczem Realu Cartagena.

## Kariera reprezentacyjna
W reprezentacji Kolumbii Palacio zadebiutował w 2002 roku. W 2004 roku został powołany do kadry na turniej Copa América. Zagrał na nim w meczu z Kostaryką (2:0), a Kolumbia zakończyła rozgrywki na 4. miejscu.
W 2005 roku Palacio znalazł się w drużynie na Złoty Puchar CONCACAF. Wystąpił na nim w spotkaniu z Hondurasem (1:2), a Kolumbia odpadła z turnieju w półfinale.